# Cannero Riviera
Cannero Riviera est une commune italienne de la province du Verbano-Cusio-Ossola dans la région Piémont en Italie. Elle est située sur le lac Majeur.

## Administration
| Période                                  | Période | Identité | Étiquette | Qualité |
| ---------------------------------------- | ------- | -------- | --------- | ------- |
|                                          |         |          |           |         |
| Les données manquantes sont à compléter. |         |          |           |         |

### Communes limitrophes
Aurano, Brezzo di Bedero, Cannobio, Germignaga, Luino, Oggebbio, Trarego Viggiona

## Vues

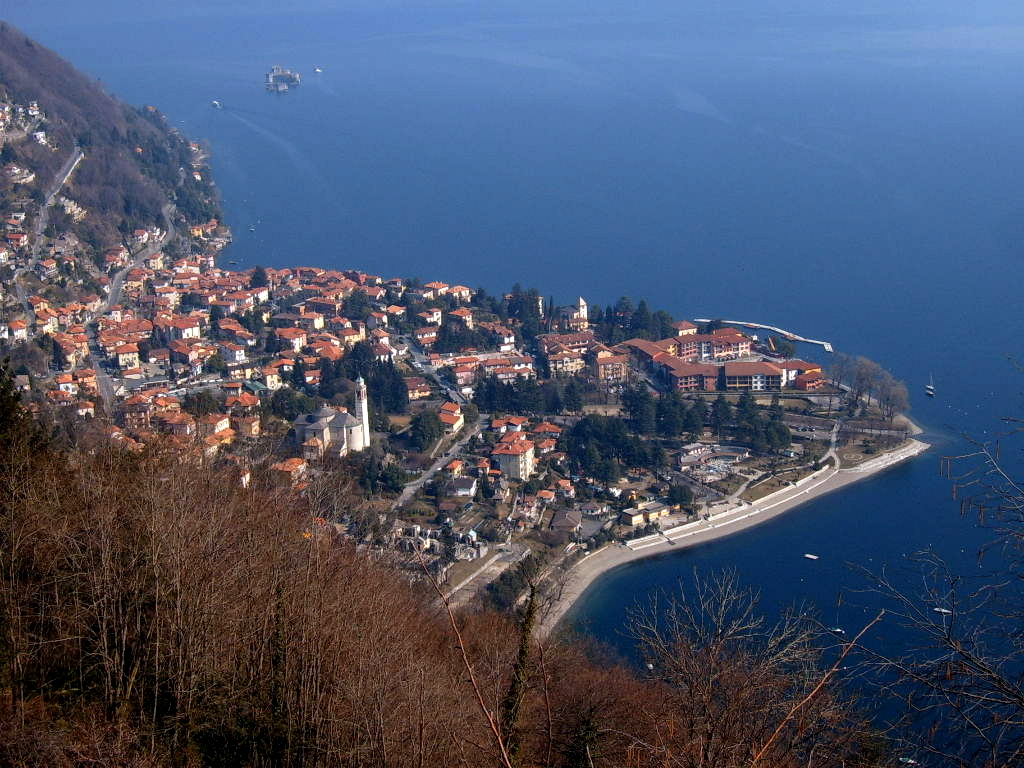
La commune, s'avançant sur le lac Majeur.
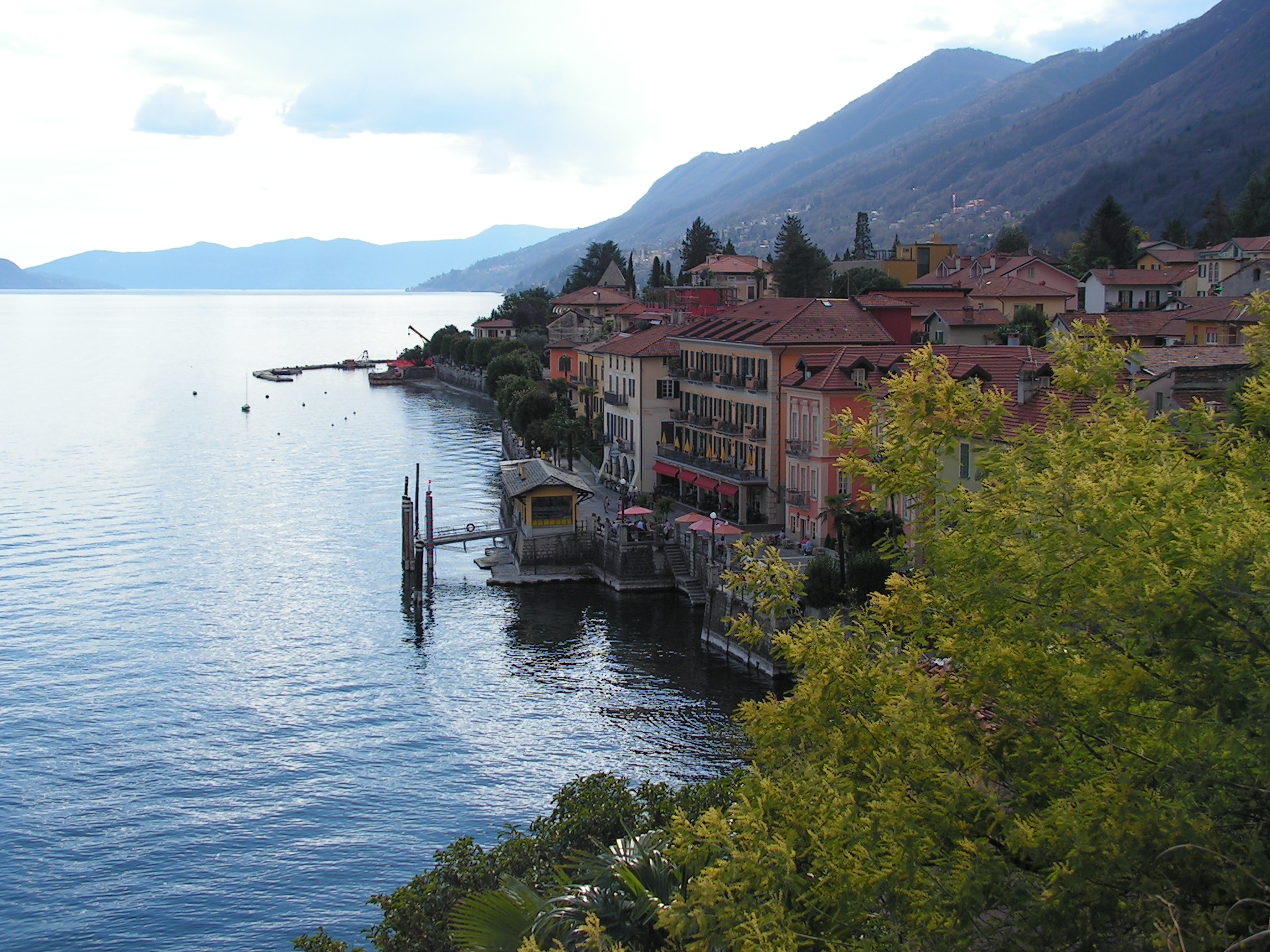
Le long du lac.
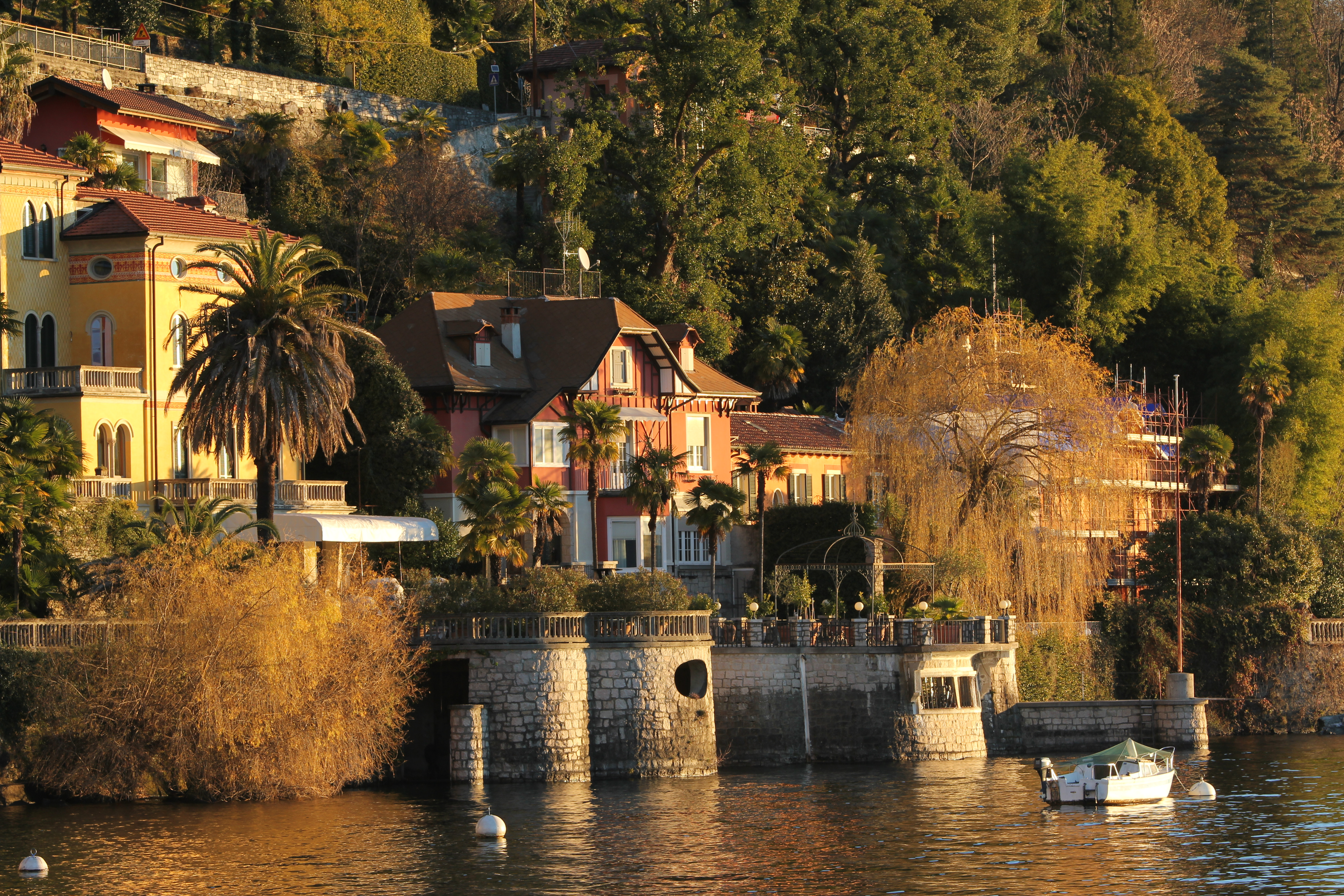
Villas.
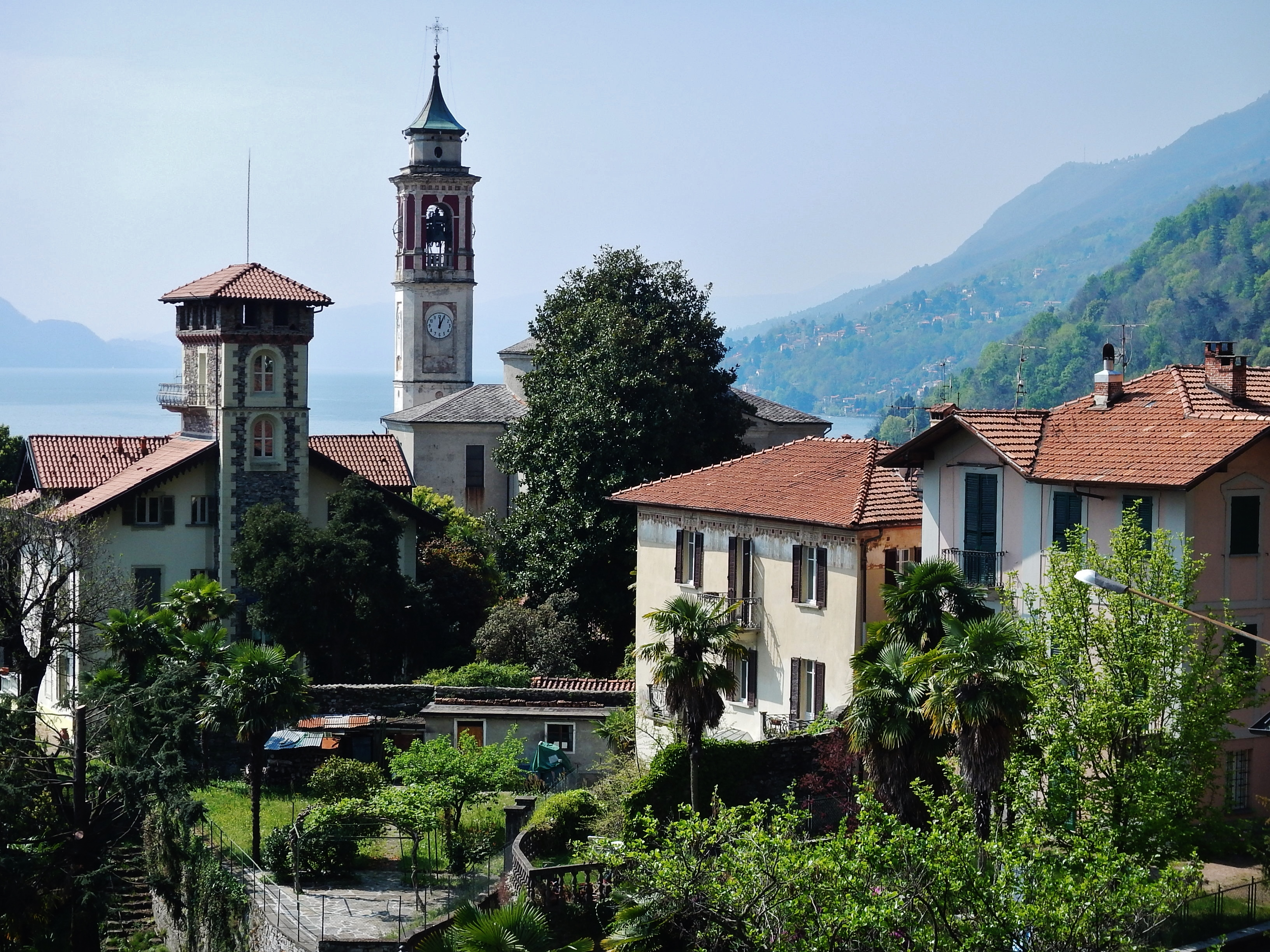
Église San Giorgio.